# 布庫鄉 (雅洛米察縣)
44°36′N 27°30′E / 44.600°N 27.500°E
布庫鄉（羅馬尼亞語：Bucu, Ialomița），是羅馬尼亞的鄉份，位於該國南部，由雅洛米察縣負責管轄，面積43平方公里，海拔高度21米，2007年人口2,391，人口密度每平方公里56人。